# Batalla de Burgaó
La batalla de Burgaó, o del Mont Burgaó, va ser un enfrontament entre les tropes de l'Imperi Romà d'Orient i els rebels amazics del nord d'Àfrica en el marc de les guerres romano-amazigues. Va marcar el final de la primera etapa de la revolta d'aquests contra el domini imperial.

## Antecedents
Després de l'annexió romana del regne vàndal l'any 534  un grup de caps amazcis del nord d'Àfrica es van rebel·lar contra els romans amb l'esperança de crear els seus propis regnes i recuperar l'actual Tunísia i Algèria dels nous senyors. Els més importants d'aquests caps van ser Cutzines, Esdilases, Medisinises i Jurfutes. El 534, van emboscar els comandants romans Aigan i Rufí, i els van matar a tots dos. El 535, una expedició romana va derrotar els rebels amazics a la batalla de Mammes. Els amazics es van retirar i van intentar reagrupar-se al mont Burgaó, mentre els romans els perseguien.

## Batalla
Després d'establir el seu campament, Salomó va observar les posicions amazigues. Aquests havien acampat a la muntanya. El vessant est de la muntanya era molt pronunciat, mentre que l'oest tenia un pendent suau. Així doncs, els amazics, sense esperar que els romans intentessin atacar-los des de l'est, van concentrar totes les seves forces a l'oest. Les tropes romanes es van desmoralitzar quan es van trobar amb un nombre més gran d'enemics, però després d'un discurs de Salomó, van recuperar el seu coratge i es van preparar per a la lluita. Va enviar el seu comandant, Teodor, amb uns 1.000 excubitors per aprofitar el flanc oriental no guarnit i emboscar els rebels, sense avisar a les seves pròpies tropes que evitar traïcions. Els excubitors van pujar durant la nit la muntanya sense ser vistos. A l'alba, Salomó va disposar les seves tropes a la falda de la muntanya, i al matí també es van presentar les tropes de Teodor. Ambdós destacaments van iniciar un atac implacable contra les tropes amazics rodejades, que van entrar en pànic i van intentar fugir, però no tenien cap lloc on fer-ho. Els pocs que van sobreviure ho van fer trepitjant els cadàvers dels seus camarades, i gairebé tots els guerrers rebels van ser capturats, morts o ferits. Tots els caps rebels van poder fugir excepte Esdilases, que va ser capturat i fet presoner. Segons Procopi, els amazics van patir 50.000 baixes, mentre que els romans no en van patir cap, tot i que probablement això és una exageració.

## Conseqüències
Després de la batalla i la derrota decisiva dels rebels, els caps es van dispersar i van fugir. Cutzines, el principal líder de la revolta, va fugir al regne amazic d'Aurès, liderat pel rei Iaudes, i va continuar lliurant una guerra de guerrilles des d'allà. L'any 536 Salomó va intentar derrotar Iaudes, però va haver de retirar-se després de patir desgast i témer la traïció dels seus aliats amazics. L'any 540, Salomó va aconseguir conquerir temporalment el regne d'Aurès, foragitant Iaudes del seu regne, però va ser una conquesta de curta durada, i aviat es va formar una revolta molt important liderada per Antales .